# Pikehall
Pikehall – wieś w Anglii, w hrabstwie Derbyshire, w dystrykcie Derbyshire Dales. Leży 29 km na północny zachód od miasta Derby i 210 km na północny zachód od Londynu.